# Juan Manuel Bellón López
Juan Manuel Bellón López (ur. 8 maja 1950 w Walencji) – hiszpański szachista, arcymistrz od 1978 roku. Aktualnie reprezentuje Szwecję.

## Kariera szachowa
Od końca lat 60. do połowy 90. należał do czołówki hiszpańskich szachistów. W latach 1969, 1971, 1974, 1977 i 1982 pięciokrotnie zdobył tytuł indywidualnego mistrza swojego kraju. Pomiędzy 1970 a 1992 rokiem jedenastokrotnie wystąpił na szachowych olimpiadach, najlepszy wynik uzyskując w 1978 roku w Buenos Aires, gdzie zdobył srebrny medal za indywidualny wynik na IV szachownicy. Oprócz tego dwukrotnie reprezentował narodowe barwy w drużynowych mistrzostwach Europy (1970, 1989), w roku 1989 w Hajfie zdobywając brązowy medal na II szachownicy.
Wielokrotnie startował w międzynarodowych turniejach, sukcesy odnosząc m.in. w:
- Montilli (1978, dz. II miejsce za Borysem Spasskim, wraz z Anthony Milesem, Vlastimilem Hortem i Svetozarem Gligoriciem),
- Torremolinos (1983, dz. II miejsce za Manuelem Rivasem Pastorem, wraz z Borislavem Ivkovem),
- Zurychu (1984, turniej open, dz. II miejsce za Johnem Nunnem, wraz z Wiktorem Korcznojem, Yasserem Seirawanem, Florinem Gheorghiu, Giennadijem Sosonko i Borysem Spasskim),
- Cienfuegos (1985, memoriał José Raúla Capablanki, dz. II miejsce za Borislavem Ivkovem, wraz z m.in. Jaime Sunye Neto),
- Sztokholmie (1986/87, turniej Rilton Cup, dz. I miejsce wraz z m.in. Iwanem Radułowem),
- Barcelonie (1988, I miejsce),
- Bahrajnie (1990, II miejsce za Janem Smejkalem),
- Terrassie (1990, dz. I miejsce wraz z m.in. Lembitem Ollem i Kiryłem Georgijewem),
- Ter Apel (1991, dz. II miejsce za Jorisem Brenninkmeijerem, wraz z Aleksiejem Szyrowem i Pią Cramling),
- Castillo de Aro (1994, dz. I miejsce wraz z m.in. Roberto Cifuentesem Paradą),
- Hawanie (1998, dz. II miejsce za Zenón Franco Ocamposem, wraz z Henrikiem Teske),
- Santa Clarze (1999, I miejsce przed Leinierem Domínguezem Pérezem i Jesusem Nogueirasem Santiago),
- Varadero (2000, dz. I miejsce),
- Calvii (2006, turniej open, dz. III miejsce za Mihaiem Șubą i Ewgienijem Ermenkowem, wraz z Ulfem Anderssonem).

Najwyższy ranking w swojej karierze osiągnął 1 lipca 1991 r., z wynikiem 2510 punktów zajmował wówczas 2. miejsce (za Miguelem Illescasem Córdobą) wśród hiszpańskich szachistów.
Żoną Juana Manuela Bellóna Lópeza jest czołowa szachistka świata, Pia Cramling, a córką – Anna Cramling.